# Om Shanti Om
Om Shanti Om (Hindi ओम शांति ओम) ist ein Hindi-Film aus dem Jahr 2007 mit Shah Rukh Khan und Deepika Padukone in den Hauptrollen, Regie führte Farah Khan. Er wurde von Red Chillies Entertainment produziert, dessen Besitzer Shah Rukh Khan und seine Frau Gauri Khan sind.
Die internationale Filmpremiere fand am 9. November 2007 statt, in Deutschland startete der Blockbuster in deutscher Fassung am 6. März 2008, der erste synchronisierte Bollywoodfilm in deutschen Kinosälen. Mit einem weltweiten Einspielergebnis von 1,49 Mrd. Rupien (27 Mio. USD) zählte er als einer der erfolgreichsten Bollywoodproduktionen.

## Handlung
Bombay in den 1970ern: Om und sein Freund Pappu träumen davon, einmal berühmte Schauspieler zu werden, doch zurzeit schlagen sie sich mit ganz kleinen Rollen herum. Oms Mutter Bela, die einst selbst als Nebendarstellerin tätig war, unterstützt ihren Sohn wo sie nur kann und glaubt daran, dass er es bis zum Helden einer Großproduktion schaffen wird. Außerdem träumt Om von der Leinwandgöttin Shantipriya, der er bei einem Filmdreh das Leben rettet und deren Freund er wird.
Bald erkennt er, dass er bei ihr keine Chance hat, denn sie ist bereits mit dem schmierigen Produzenten Mukesh Mehra verheiratet. Mukesh versucht seine Beziehung mit Shantipriya eisern geheim zu halten. Doch dies hat einen anderen Grund, denn Mukesh benötigt dringend Geld für seinen nächsten Film Om Shanti Om, welcher von einem reichen Geschäftsmann finanziert wird und Mukesh hat vor, dessen Tochter zu heiraten. Dies macht Shanti wütend und sie sucht nach Gerechtigkeit und vor allem sehnt sie sich nach der Liebe von Mukesh. Om versucht derweil Shanti aus dem Weg zu gehen.
Eines Nachts sieht Om zufällig, wie Shanti in Begleitung von Mukesh die Filmsets besucht. Dort erzählt Mukesh, dass er seine Heirat mit Shanti öffentlich machen will und gibt außerdem bekannt, dass der Film Om Shanti Om nicht fertiggestellt wird. In Wirklichkeit ist er über Shanti verärgert, die für seine finanziellen Verluste verantwortlich ist und legt in den Filmsets Feuer, mit der Absicht Shanti umzubringen. Om sieht Mukesh wie er das Gebäude ohne Shanti verlässt. Nachdem er einige Schreie hört, versucht Om Shanti zu retten, wird jedoch von Mukeshs Bodyguards daran gehindert. Bald explodiert das Studio und Shanti stirbt. Om, durch die Explosion aus dem Gebäude geschleudert, wird von einem Auto angefahren, das auf dem Weg zu einer Entbindung ins Krankenhaus ist. Rakesh, der Fahrer, nimmt Om sofort mit ins Krankenhaus. Doch für Om kommt jede Hilfe zu spät und er stirbt noch im Operationssaal, wo er im Körper des Kindes wiedergeboren wird, das zur selben Zeit zur Welt kommt.
30 Jahre später beginnt der Schauspieler Om Kapoor sich an sein früheres Leben als Om Makhija zu erinnern. Bei den Vorbereitungen zu Dreharbeiten in den verbrannten Filmstudios erinnert sich Om an Szenen aus seinem vergangenen Leben.
Nach einer Party trifft Om auf Mukesh Mehra, der in den letzten 25 Jahren zu einem bekannten Hollywoodproduzenten wurde. Außerdem hat Om das Glück, auf seine frühere Mutter Bela und seinen damaligen Freund Pappu zu treffen.
Um Shantis Tod zu rächen, plant Om einen Remake des Films Om Shanti Om, mit Mukesh als Produzenten. Während des Vorsprechens für die Rolle der Shanti, trifft die Filmcrew auf Sandy, die Shantipriya sehr ähnlich sieht. Nun will Om Mukesh einen Streich spielen und ihn dazu bringen, den Mord an Shanti zu gestehen. Deswegen lässt er ihn im Glauben, dass Sandy der Geist von Shanti ist. Tatsächlich geschehen merkwürdige Dinge, die nicht von Om geplant waren. Schließlich kommt Mukesh hinter Oms Plan und erfährt auch etwas von Sandy. So konfrontiert er Om und sie fangen einen Streit an. Plötzlich steht Shanti auf der Treppe und erzählt Mukesh von der Nacht in der Shanti umkam. Om will sie stoppen, da er denkt, diese Shanti vor ihnen sei Sandy. Doch da enthüllt sie Einzelheiten von Shantis Tod, von denen nicht einmal Om wusste. Nach ihren Erzählungen kam Mukesh in dieser unglücklichen Nacht zurück, um Shantis noch lebenden Körper im Studio zu begraben. Als Sandy zur Tür hereinkommt, realisiert Om, dass dies wirklich Shantis Geist ist. Shantis Geist bringt Mukesh um, indem sie den Kronleuchter auf ihn fallen lässt, unter dem er sie damals verscharrt hat. Am Ende verabschiedet sich Shantis Geist weinend von Om, rennt die Treppe hinauf und verschwindet.

## Musik
In dem Lied Deewangi Deewangi haben folgende 30 bekannte Schauspieler einen Gastauftritt (richtige Reihenfolge): Rani Mukerji, Zayed Khan, Vidya Balan, Tusshar Kapoor und Jeetendra, Priyanka Chopra, Shilpa Shetty, Dharmendra, Shabana Azmi, Urmila Matondkar, Karisma Kapoor, Arbaaz Khan, Malaika Arora, Dino Morea, Amrita Arora, Juhi Chawla, Aftab Shivdasani, Tabu, Govinda, Mithun Chakraborty, Kajol, Preity Zinta, Bobby Deol, Rekha, Ritesh Deshmukh, Salman Khan, Saif Ali Khan, Sanjay Dutt, Lara Dutta, Sunil Shetty. Dies ist das erste Mal, dass so viele Schauspieler in einem Lied einen Gastauftritt hatten.

## Sonstiges
Om Shanti Om wurde am 9. November 2007 veröffentlicht, am 8. Februar 2008 wurde er auch im Rahmen der 58. Berlinale unter Anwesenheit Shahrukh Khans gezeigt. Es ist Deepika Padukones erster Bollywoodfilm mit Shah Rukh Khan.
In weiteren Gastauftritten sind Shabana Azmi, Amitabh Bachchan, Abhishek Bachchan, Bipasha Basu, Vishal Dadlani, Subhash Ghai, Karan Johar, Rishi Kapoor, Farah Khan, Feroz Khan, Gauri Khan, Akshay Kumar, Bappi Lahiri, Govinda Ahuja, Dia Mirza, Koena Mitra, Chunkey Pandey, Amisha Patel, Mayur Puri, Rani Mukerji, Hrithik Roshan, Rakesh Roshan und Reasat Selim zu sehen.

## Synchronisation
Die Synchronisation entstand im Auftrag der Deutschen Synchron Film GmbH in Berlin. Beate Gerlach war für das Dialogbuch und die Dialogregie zuständig.
| Rolle                        | Darsteller/in     | Synchronsprecher/in |
| ---------------------------- | ----------------- | ------------------- |
| Om Prakash Makhija/Om Kapoor | Shah Rukh Khan    | Pascal Breuer       |
| Shantipriya „Shanti“/Sandy   | Deepika Padukone  | Gundi Eberhard      |
| Pappu                        | Shreyas Talpade   | Frank Schröder      |
| Bela                         | Kirron Kher       | Regina Lemnitz      |
| Mukesh Mehra                 | Arjun Rampal      | Marco Kröger        |
| Rajesh Kappor                | Javed Sheikh      | Bernd Rumpf         |
| Kamini                       | Bindu             | Astrid Bless        |
| Abhishek Bachchan            | Abhishek Bachchan | David Nathan        |
| Anwar                        | Nitish Pandey     | Lutz Schnell        |
| Dolly                        | Yuvika Chaudhry   | Esra Vural          |
| Hrithik Roshan               | Hrithik Roshan    | Norman Matt         |
| Rani Mukerji                 | Rani Mukerji      | Tanja Geke          |
| Suresh                       | Nassar Abdulla    | Peter Reinhardt     |

## Auszeichnungen
| National Film Awards 2008 - Beste Ausstattung – Sabu Cyril Filmfare Awards 2008 - Bestes Debüt – Deepika Padukone - Beste visuelle Effekte – Red Chillies VFX Star Screen Awards 2008 - Meistversprechende Newcomerin – Deepika Padukone - Best Choreographer – Farah Khan - Bestes Filmpaar – Shahrukh Khan and Deepika Padukone - Beste visuelle Effekte – Red Chillies VFX Zee Cine Awards 2008 - Bester Schurke – Arjun Rampal - Beste Debütantin – Deepika Padukone - Beste Choreografie – Farah Khan - Beste Kostüme – Manish Malhotra, Karan Johar and Sanjiv Mulchandani - Beste visuelle Effekte – Red Chillies VFX Stardust Awards 2008 - Dream Director Award – Farah Khan - Best Actor in a Negative role – Arjun Rampal - Breakthrough performance Male – Shreyas Talpade | IIFA Awards 2008 - Bestes Szenenbild – Sabu Cyril - Bestes Make-up – Bharat-Dorris, Ravi Indulkar and Namrata Soni - Beste Debütantin – Deepika Padukone - Bester Liedtext – Javed Akhtar - Bestes Kostüm – Manish Malhotra, Karan Johar and Sanjiv Mulchandani - Beste visuelle Effekte – Red Chillies VFX Asian Film Awards 2008 - Best Composer – Vishal Dadlani, Shekhar Ravjiani Annual Central European Bollywood Award 2008 - Bester Film - Bester Regisseur – Farah Khan - Beste weibliche Durchbruchsrolle – Deepika Padukone - Beste Kostüme – Manish Malhotra, Karan Johar and Sanjiv Mulchandani - Beste Special Effects – Red Chillies VFX - Beste Ausstattung – Sabu Cyril - Beste Choreografie – Dhoom Tana - Bester Song – Dastaan-E-Om Shanti Om - Beste Musik – Vishal-Shekhar - Bester Playbacksänger – Sonu Nigam für Main Agar Kahoon |